# 대원교통
대원교통(大原交通)은 서울특별시 성동구 성수동1가에 주사무소를 두고 있는 서울특별시의 시내버스 운송업체이다. 이름에서 알 수 있듯이 계열사인 대원여객과 같은 KD운송그룹의 서울특별시의 시내버스 자회사이며, 중랑공영차고지를 기점으로 운행하는 서울시 면허의 시내버스를 운행하고 있다. 최근 뚝섬역사거리에 위치한 그룹 소유 건물인 KD TOWER로 이전하였다.

## 역사 및 현황
1970 ~ 80년대
- 1974년 6월 1일: 금곡 - 을지로5가간 165번 노선을 운행하던 서울승합 금곡영업소가 금성교통(金成交通)으로 분리 독립
- 1980년: 도시형버스 165-1번 (금곡 - 청량리역) 노선을 개통하였다.
- 1981년: 좌석버스 765번 (금곡 - 을지로5가) 노선을 개통하였다.
- 1985년 11월: 도시형버스 165번 (금곡 - 을지로5가) 노선을 왕십리로 단축하였다. 도시형버스 165-1번 (금곡 - 청량리역) 노선의 기점을 구리시 토평동으로 변경하였다. 도시형버스 165-2번 (호평동 - 청량리역) 노선을 신설하였다. 좌석버스 765번 (금곡 - 을지로5가) 노선을 (호평동 - 청량리역) 노선으로 개편하였다.
- 1987년: 제일여객으로부터 좌석버스 81번 (기자촌 - 옥수동) 폐선으로 인한 잉여분을 매입하여 수요는 많으나 공급이 상대적으로 부족한 좌석버스 765번 (호평동 - 청량리역) 노선에 증차하였다.
- 1987년: 태화상운, 부흥교통과 좌석버스 765번 (금곡 - 청량리역) 노선 공동배차 운행을 시작하였으나 이후 단계적으로 철수하였다.
- 1988년: 도시형버스 165-3번 (금곡 - 훈련장 - 청량리역) 노선을 개통하였다.
- 1989년: 도시형버스 165번 (금곡 - 왕십리) 노선을 청량리역으로 단축

1990년대 ~ 2004년 서울특별시 버스 개편 이전
- 1990년: 도시형버스 165-3번 (금곡 - 훈련장 - 청량리역) 노선을 사릉으로 연장하였다.
- 1991년: 도시형버스 165-1번 (토평동 - 청량리역) 노선을 부흥교통에 매각하였으나 1992년에 폐선하였고 남은 잉여분을 당시 수요는 많으나 공급이 상대적으로 부족했던 좌석버스 755번 (구리시 교문동 - 서울대학교) 노선에 증차하였다.
- 1992년: 입영셔틀버스 도시형버스 165-1번 (금곡 - 훈련장 - 청량리역) 노선을 신설하였다.
- 1992년 7월 1일: 중랑구 망우동 134-27로 본사 이전.
- 1992년 11월: 심야좌석버스 901번 (남양주시청 - 청량리역) 노선을 신설하였다.
- 1996년 3월 14일: 중랑구 면목동 161-18로 본사 이전.
- 1996년 3월 28일: 금성교통이 KD운송그룹에 인수되어 대원교통으로 사명 변경[1]
- 1996년 9월: 토평A단지 입주대책으로 입영셔틀버스 도시형버스 165-1번 (금곡 - 훈련장 - 청량리역) 노선을 구리시 토평동으로 변경하였다. 이후 부흥교통과 명진운수의 반대로 수차례 임의감차, 임의결행을 반복하다가 1997년에 폐선하였다.
- 1997년: 심야좌석버스 901번 (남양주시청 - 청량리역) 노선을 (호평동 - 잠실역) 노선으로 개편하여 직행좌석버스로 형간전환하였다.
- 1998년 4월: 창현A단지 입주로 인한 대중교통 대책에 의거 직행좌석버스 765-1번 (차산리 - 청량리역) 노선을 신설하였으며 심야좌석버스 901번 (호평동 - 잠실역) 노선을 차산리차고지로 연장하였다.
- 2001년 1월 26일: 경영난에 빠진 서울시내버스 166번 (개편 후 2229번), 166-2번 (개편 후 2228번), 400번 운행업체인 태화상운의 서울시 노선권을 양수하여 운행 개시 (400번은 인수 직후 폐선)
- 2001년: 삼용버스가 경영난으로 부도처리되어 도시형버스 30번 (대성리 - 청량리역), 좌석버스 330번 (마석 - 청량리역), 직행좌석버스 1330번 (청평 - 청량리역) 노선이 운행중지되어 대체노선으로 좌석버스 765번 노선을 도시형버스로 형간전환은 물론 구암리, 마석, 대성리 로 수차례 노선변경과 형간전환을 반복하다가 이후 해당노선이 각각 매각 후 운행재개되어 765번은 좌석버스로 유지. 이후 체계개편직전까지 (구암리 - 청량리역) 노선으로 굳어지게 되었다.
- 2003년: 우신운수의 운행 포기로 폐선된 서울시내버스 568번 (개편 후 2232번)을 망우리고개 - 강변역으로 재신설, 운행
- 2003년 7월 28일: 경기도 남양주시 와부읍 도곡리 518에 덕소영업소 신설.

2004년 서울특별시 버스 개편 이후
- 2004년 7월 1일: 2004년 서울특별시 버스 개편 당시 대원교통은 메트로버스에 지분을 출자하였다.
- 2005년 12월 16일: 간선버스 240번 신설
- 2007년 4월 23일: 간선버스 203번을 현재의 241번으로 노선번호 및 노선변경
- 2008년 6월 1일: 지선버스 2227번이 동일지하차도에서 경동시장 구간 폐선과 동시에 종점이 중랑구청으로 단축 및 서울구간서 일부구간이 변경되었다.
- 2011년 3월 29일: 본사를 현 위치인 광진구 자양동 769-7 K&S빌딩으로 이전하였다.
- 2011년 8월 25일: 지선버스 2227번 기점이 경기도 구간인 남양주시 호평동에서 구리시 구간 폐선과 동시에 중랑공영차고지로 단축되고, 간선버스 240번의 회차지가 신사역에서 논현역으로 연장, 지선버스 2015번이 회차시 마장로 운행을 청계천로 운행으로 변경함.
- 2013년 6월 28일: 지선버스 2227번 종점이 중랑구청에서 중곡역으로 연장과 동시에 일부구간도 변경되었다.
- 2014년 1월 16일: 지선버스 2227번을 메트로버스에 매각
- 2015년 2월 27일: 서울시내버스 노선 조정으로 순환버스 41번과 지선버스 4434번을 통합 및 연장하여 간선버스 242번으로 운행을 개시하였다.
- 2016년 9월 5일: 덕소영업소 폐지
- 2017년 1월 1일: 경기도 남양주시 화도읍 수레로1092번길, 호평로67번길에 각각 차산리영업소(지점), 호평영업소(지점) 설치.
- 2019년 2월 19일 : 본사를 서울특별시 성동구 왕십리로로 이전.
- 2023년 6월 26일 : 서울 간선 262번 노선 공동 배차 운행 참여 개시

## 운행 노선
2023년 6월 29일 기준이다.
| 운행노선 | 운행구간              | 운행구간 | 운행구간           | 배차간격 (분) | 인가 대수 | 비고                                                                                        |
| -------- | --------------------- | -------- | ------------------ | ------------- | --------- | ------------------------------------------------------------------------------------------- |
| 240번    | 중랑공영차고지.신내역 | ↔        | 신사역사거리       | 12~25         | 21        | 구 567-1번 변경. 개편 전 우신운수 노선, 중곡초등학교 경유                                   |
| 241번    | 중랑공영차고지.종점   | ↔        | 논현역             | 8~12          | 27        | 구 203번 노선 변경. 2014년 1월까지 대원여객과 공동배차 운행함. 행당역 경유                  |
| 242번    | 중랑공영차고지.신내역 | ↔        | 개포동             | 12~15         | 19        | 2015년 2월 27일 41번과 4434번 통합 강남구청역 경유                                          |
| 262번    | 중랑공영차고지.신내역 | ↔        | 여의도             | 9~20          | 5         | 구 53번 변경, 북부운수와 공동배차로 운행한다.                                               |
| 2015번   | 중랑공영차고지.신내역 | ↔        | 동대문역사문화공원 | 5~8           | 25        | 구 17번 단축. 성동구청 경유                                                                 |
| 2016번   | 중랑공영차고지.신내역 | ↔        | 성촌공원           | 7~12          | 23        | 구 0213번과 구 2225번 통합. 2022년 6월 26일까지 메트로버스와 공동배차 운행함. 왕십리역 경유 |

## 폐선되거나 노선 이관된 노선
순환버스
- ● 41번: 탄천주차장 ~ 개포동《신설노선, 이 노선은 과거 한국비알티자동차에서 운영했던 노선이다. 2015년 2월 27일 4434번과 통합, 242번 전환, 순환버스》

간선버스
- ● 203번: 중랑공영차고지 ~ 서울역 (구 9205번 형간전환 및 단축, 2007년 4월 23일 현재의 241번으로 노선번호 및 노선변경, 간선버스)
- ● 240B번: 중랑공영차고지 ~ 신사역 (신설노선, 2009년 7월 11일 지선버스 2225번으로 형간 전환 후 2011년 2월 8일 지선버스 0213번과 통합하여 2016번으로 현재 운행 중. 현 240번 노선은 240A 노선이다. 간선버스)
- ● 241A번: 중랑공영차고지 ~ 신논현역 (중랑구청 경유) (구 203번 변경, 2013년 9월 26일 241B번에 통폐합, 현재 241번으로 운행 중, 간선버스)

지선버스
- ● 2016번 (2005년): 남양주시 용정리 ~ 동대문운동장역 (구 2230번 연장, 2005년 12월 16일 폐선, 도시형버스 165-3번이 대체, 현재는 최종 폐선 됨, 지선버스, 현재 중랑공영차고지 ~ 효창동 구간을 운행하는 2016번과는 무관)
- ● 2225번: 중랑공영차고지 ~ 건대입구역 (구 240B 단축, 2011년 2월 8일 0213번과 통폐합하여 2016번으로 운행중, 지선버스)
- ● 2227번: 중랑공영차고지 ~ 중곡역 (구 165-2번, 2014년 1월 16일 메트로버스에 양도, 지선버스)
- ● 2228번: 양평군 양수리 ~ 청량리역 (구 166-2번, 2008년 12월 20일 폐선, 도시형버스 167번이 대체, 지선버스)
- ● 2229번: 남양주시 도곡리차고지 ~ 청량리역 (구 166번, 2005년 12월 16일 폐선, 도시형버스 166번이 대체, 현재는 최종 폐선 됨, 지선버스)
- ● 2230번: 남양주시 용정리 ~ 청량리역 (구 165-3번, 2005년 7월 5일 연장 및 2016번으로 변경,[2] 현재 북부운수 2230번과는 무관)
- ● 2231번: 남양주시 호평동차고지 ~ 면목동 (구 165번, 2006년 12월 1일 폐선, 도시형버스 165번이 대체, 지선버스)
- ● 2232번: 구리시차고지 ~ 강변역 (구 568번, 2005년 7월 18일 폐선, 지선버스)
- ● 4434번: 탄천주차장 ~ 개포동 (구 8443번. 2015년 2월 27일 41번과 통합, 242번 전환, 지선버스)

맞춤버스
- ● 8221번: 중랑공영차고지 ↔ 석계역 (2015년 용림교통 파산으로 인한 대체 노선. 인가만 있었던 미운행 노선)
- ● 8401번: 고속터미널역 ~ 삼각지역 (2010년 하반기 폐선, 맞춤버스) <방계회사인 대원여객과 공동배차.>
- ● 8443번: 탄천주차장 ~ 개포동 (2009년 7월 11일 지선버스 4434번으로 변경, 맞춤버스)

광역버스
- ● 9201번: 남양주시 차산리차고지 ~ 경동시장 (구 765-1번, 2005년 7월 5일 폐선, 도시형버스 65번이 대체, 광역버스)
- ● 9202번: 남양주시 차산리차고지 ~ 잠실역 (구 901번, 2009년 6월 20일 폐선, 직행좌석버스 1200번이 대체, 광역버스)
- ● 9203번: 남양주시 도곡리차고지 ~ 잠실역 (구 1670번, 2005년 10월 면허 전환, 직행좌석버스 1670이 대체, 광역버스)
- ● 9204번: 남양주시 도곡리차고지 ~ 강변역 (구 1660번, 2005년 10월 면허 전환, 직행좌석버스 1660이 대체, 광역버스)
- ● 9205번: 남양주시 차산리차고지 ~ 서울역 (구 765번 변경, 2006년 12월 1일 직행좌석버스 765-1번이 대체 및 단축 후 폐선, 현재는 도시형버스 30번이 대체, 광역버스)

개편전노선
- 165번 (도시형버스): 남양주시 호평동 - 평내동 - 남양주시청 - 금곡동 - 금곡역 - 양정동 - 남양주경찰서 - 도농역 - LG백화점 - 돌다리 - 교문사거리 - 망우리고개 - 금란교회 - 망우역 - 상봉역 - 중화동 - 중랑교 - 위생병원 - 휘경동 - 청량리역 → 현대코아 → 제기1동사무소 → 경동시장 → 청량리역 (개편 후 지선버스 2231번으로 변경되어 상봉동 - 청량리구간이 단축되고 상봉동 - 면목동구간이 연장되었으나 2006년 11월 30일 폐지되었다. 초창기에는 을지로5가까지 운행하던 노선이었으나 1985년 11월 왕십리로 단축. 1989년 청량리 회차로 단축하였다.)
- 165-1번 (도시형버스, 1기노선): 남양주시 금곡역 - 양정동 - 남양주경찰서 - 도농역 - 돌다리 - 교문사거리 - 망우리고개 - 금란교회 - 망우역 - 상봉역 - 중화동 - 중랑교 - 위생병원 - 휘경동 - 청량리역 → 현대코아 → 제기1동사무소 → 경동시장 → 청량리역 (1980년 신설되었으나 1985년 11월 폐지되었다. ※ 舊.금성교통 시절 노선.)
- 165-1번 (도시형버스, 2기노선): 구리시 토평동 - LG백화점 - 돌다리 - 교문사거리 - 망우리고개 - 금란교회 - 망우역 - 상봉역 - 중화동 - 중랑교 - 위생병원 - 휘경동 - 청량리역 → 현대코아 → 제기1동사무소 → 경동시장 → 청량리역 (1985년 11월 도시형버스 165번 토평동 지선으로 신설되었으나 1988년 번호화하여 165-1번으로 변경. 1991년 부흥교통에 매각하였다. ※ 舊.금성교통 시절 노선.)
- 165-1번 (도시형버스, 3기노선): 남양주시 금곡역 - 예비군훈련장 - 양정동 - 남양주경찰서 - 도농역 - 돌다리 - 교문사거리 - 망우리고개 - 금란교회 - 망우역 - 상봉역 - 중화동 - 중랑교 - 위생병원 - 휘경동 - 청량리역 → 현대코아 → 제기1동사무소 → 경동시장 → 청량리역 (1992년 신설되었으나 1996년 2기노선과 동일하게 기존 남양주시 금곡역 기점에서 구리시 토평동 기점으로 대폭 변경하였으나 1997년에 폐지되었다.)
- 165-2번 (도시형버스): 남양주시 호평동 - 평내동 - 남양주시청 - 금곡동 - 금곡역 - 양정동 - 남양주경찰서 - 도농역 - LG백화점 - 돌다리 - 교문사거리 - 망우리고개 - 금란교회 - 망우역 - 상봉역 - 중화동 - 중랑교 - 위생병원 - 휘경동 - 청량리역 → 현대코아 → 제기1동사무소 → 경동시장 → 청량리역 (개편 후 지선버스 2227번으로 변경되어 100% 존치되었으나 2008년 6월 1일 천연가스버스 도입을 앞두고 호평동 영업소 천연가스충전시설 건립 불가판정에 의거 기존 망우로 경유 경동시장 회차를 금란교회 - 면목동 - 중화동 - 상봉역 - 망우역 - 신내지하차도 경유 중랑차고지 회차로 변경 면목동에서 구리시간 이동편의를 제공하게 되었다. 이후 2011년 8월 25일 남양주시 호평동 - 금란교회구간을 단축하여 노선을 대폭 변경. 2013년 6월 28일 중곡역 회차로 대폭 변경하면서 현재의 노선으로 굳어지게 되었다. 이후 2014년 1월 16일자로 메트로버스로 노선운영권을 매각하였다.)
- 165-3번 (도시형버스): 남양주시 용정리 - 한신아파트 - 진건면사무소 입구 - 주공/금강아파트 - 금곡동 - LG/신성/금강아파트 - 예비군훈련장 - 양정동 - 남양주경찰서 - 도농역 - 돌다리 - 교문사거리 - 망우리고개 - 금란교회 - 망우역 - 상봉역 - 중화동 - 중랑교 - 위생병원 - 휘경동 - 청량리역 → 현대코아 → 제기1동사무소 → 경동시장 → 청량리역 (개편 후 지선버스 2230번으로 변경되어 상봉동 - 청량리구간이 단축되고 상봉동 - 면목동구간이 연장되었으나 잠시 후 청량리로 이동하는 용정리 지역주민들의 민원으로 기존 면목동 회차에서 청량리 회차로 환원하였다. 이후 2005년 7월 5일 기존 청량리 회차에서 면목동 경유 동대문운동장 회차로 변경. 지선버스 2016번(현 2016번과는 전혀 무관한 노선)으로 변경하였으나 중앙선 복선전철 개통으로 인한 수요감소를 우려하여 2005년 12월 16일 공식적으로 폐지되었다.)
- 166번 (도시형버스): 남양주시 도곡리 - 덕소역 - 삼패동 - 이패동 - 남양주경찰서 - 도농역 - LG백화점 - 돌다리 - 교문사거리 - 망우리고개 - 금란교회 - 망우역 - 상봉역 - 중화동 - 중랑교 - 위생병원 - 휘경동 - 청량리역 → 오스카시장 (동서청과물시장앞) → 경동시장 → 제기1동사무소 → 현대코아 → 청량리역 (개편 후 지선버스 2229번으로 변경되었으나 중앙선 복선전철 개통으로 인한 수요감소를 우려하여 2005년 12월 16일 공식적으로 폐지되었다. 초창기에는 서울역까지 운행하던 노선이었으나 이후 청계4가로 단축. 1991년 청량리 회차로 단축하였다. ※ 舊.태화상운 노선이었다.)
- 166번 (좌석버스): 양평군 양수리 - 조안면사무소앞 - 능내역 - 팔당댐 - 팔당유원지 - 도곡리 - 덕소역 - 삼패동 - 이패동 - 남양주경찰서 - 도농역 - LG백화점 - 돌다리 - 교문사거리 - 망우리고개 - 금란교회 - 망우역 - 상봉역 - 중화동 - 중랑교 - 위생병원 - 휘경동 - 청량리역 → 오스카시장 (동서청과물시장앞) → 경동시장 → 제기1동사무소 → 현대코아 → 청량리역 (2000년 11월 도시형버스 166-2번으로 형간전환되었다. ※ 舊.태화상운 시절 노선.)
- 166-1번 (도시형버스, 1기노선): 남양주시 도곡리 - 덕소역 - 삼패동 - 이패동 - 남양주경찰서 - 도농역 - LG백화점 - 돌다리 - 교문사거리 - 망우리고개 - 금란교회 - 망우역 - 상봉역 - 중화동 - 중랑교 - 위생병원 - 휘경동 - 청량리역 - 제기동역 - 신설동역 - 동대문역 → 동대문운동장 → 을지로5가 → 종로5가역 → 동대문역 (1980년 신설되었으나 잠시 후 소리소문없이 폐지되었다. ※ 舊.태화상운 시절 노선.)
- 166-1번 (도시형버스, 2기노선): 남양주시 도곡리 - 덕소역 - 월문리 (초창기에는 도시형버스 166번 월문리지선이었으나 1993년 도시형버스 166-1번으로 번호화하였다. 잠시 후 기존의 서울특별시 차적에서 남양주시 차적으로 변경. 공영버스로 재편하였으며 2001년 마을버스로 전환되었다. ※ 舊.태화상운 시절 노선.)
- 166-2번 (도시형버스): 양평군 양수리 - 조안면사무소앞 - 능내역 - 팔당댐 - 팔당유원지 - 도곡리 - 덕소역 - 삼패동 - 이패동 - 남양주경찰서 - 도농역 - LG백화점 - 돌다리 - 교문사거리 - 망우리고개 - 금란교회 - 망우역 - 상봉역 - 중화동 - 중랑교 - 위생병원 - 휘경동 - 청량리역 → 오스카시장 (동서청과물시장앞) → 경동시장 → 제기1동사무소 → 현대코아 → 청량리역 (개편 후 지선버스 2228번으로 변경되었으나 2008년 9월 1일 인가댓수의 절반을 남양주시 소재 대원운수의 도시형버스 167번으로 이관. 2008년 12월 21일에 모든 인가댓수를 대원운수의 도시형버스 167번으로 이관. 공식 폐지되었다. 이전 좌석버스 166번 노선에서 2000년 11월 형간전환 된 노선이다.)
- 568번 (도시형버스): 구리시 토평동 - 토평동 A단지 - 돌다리 - 교문사거리 - 망우리고개 - 금란교회 - 망우역 - 상봉역 - 면목동 - 금성시장 - 면목2동 - 장안교로터리 (면목동유수지) - 면곡시장 - 군자교 - 송정동사무소 - 화양리 - 건국대학교 (어린이회관) - 구의사거리 - 광진경찰서 - 구의역 - 광진우체국 - 강변역 (동서울터미널) (개편 후 지선버스 2232번으로 변경되면서 대원여객으로 노선운영권을 이관하였다. 이후 2005년 7월 18일 공식 폐지되었다. 2002년 10월 우신운수로부터 노선운영권을 이관받아 2002년 12월 21일 기존 풍납동 - 경동시장 노선에서 면목동 - 구의동구간을 존치하는 조건으로 망우동 - 강변역 노선으로 재편하였다. 2004년 3월경 망우동 영업소의 단계적 철수로 인하여 구리시 토평동 기점으로 연장되었다.)
- 765번 (좌석버스): 남양주시 구암리 - 마석시내 - 쉼터 - 호평동 - 평내동 - 남양주시청 - 금곡동 - 금곡역 - 양정동 - 남양주경찰서 - 도농역 - LG백화점 - 돌다리 - 교문사거리 - 망우리고개 - 금란교회 - 망우역 - 상봉역 - 중화동 - 중랑교 - 위생병원 - 휘경동 - 청량리역 → 경동시장 → 현대코아 → 청량리역 (개편 후 광역버스 9205번으로 변경되었으나 2004년 10월 기존 구암리 기점에서 가평군 대성리 기점으로 연장되었다. 2005년 1월 기존 청량리 회차를 서울역 회차로 연장됨과 동시에 기존 가평군 대성리 기점에서 남양주시 마석 기점으로 단축하였다. 2005년 7월 5일 광역버스 9201번과 통합하여 기존 마석 기점에서 남양주시 차산리 기점으로 연장하였다. 이후 2006년 12월 3일 간선버스 203번으로 형간전환됨과 동시에 기존 남양주시 차산리 기점에서 신내동 중랑공영차고지 기점으로 단축하였다. 이후 2007년 4월 23일 기존 서울역 회차를 응봉동 경유 논현동 회차로 변경. 간선버스 241번으로 대폭 재편하였다. 1981년 신설. 이후 호평동으로 연장. 삼용버스 도산으로 인해 대체노선 확보차원에서 도시형버스로 형간전환은 물론 구암리, 마석, 대성리로 수차례 노선변경과 도시형버스, 좌석버스간의 형간전환을 반복하다가 이후 삼용버스 노선들이 매각 후 운행이 재개됨에 따라 좌석버스로 환원. 채계개편 이후에도 2004년 10월까지 구암리 기점으로 굳어지게 되었다.)
- 765-1번 (직행좌석버스): 남양주시 차산리 - 창현A단지 - 마석시내 - 쉼터 - 호평동 - 평내동 - 남양주시청 - 금곡동 - 금곡역 - 양정동 - 남양주경찰서 - 도농역 - LG백화점 - 돌다리 - 교문사거리 - 망우리고개 - 금란교회 - 망우역 - 상봉역 - 중화동 - 중랑교 - 위생병원 - 휘경동 - 청량리역 → 경동시장 → 현대코아 → 청량리역 (1998년 신설. 개편 후 광역버스 9201번으로 변경되었으나 2005년 7월 5일 광역버스 9205번에 통합 후 폐지되었다.)
- 901번 (심야좌석버스, 1기노선): 남양주시 호평동 - 평내동 - 남양주시청 - 금곡동 - 금곡역 - 양정동 - 남양주경찰서 - 도농역 - LG백화점 - 돌다리 - 교문사거리 - 망우리고개 - 금란교회 - 망우역 - 상봉역 - 중화동 - 중랑교 - 위생병원 - 휘경동 - 청량리역 → 경동시장 → 현대코아 → 청량리역 (1992년 서울시 심야좌석버스 정책에 의거 좌석버스 765번과 동일한 노선의 심야좌석버스로 신설되었으나 1997년 좌석버스 765번과 차별화를 위해 기존 돌다리 - 망우로 경유 청량리역 회차를 서울외곽순환고속도로 직통 잠실역 회차로 대폭 재편하였다. 이후 1998년 기존 호평동 기점에서 마석 기점으로 연장되었다.)
- 901번 (심야좌석버스, 2기노선): 마석시내 - 쉼터 - 호평동 - 평내동 - 남양주시청 - 금곡동 - 양정동 - 남양주경찰서 - 도농역 - 서울외곽순환고속도로 - 잠실역 (롯데월드) (개편 후 광역버스 9202번으로 변경되었으나 2009년 6월 20일 남양주시 소재 대원운수의 직행좌석버스 1200번으로 이관 후 폐지되었다.)
- 1660번 (직행좌석버스): 남양주시 도곡리 - 덕소A단지 - 와부읍사무소 - 덕소역 - 수석동 - 강변북로 직통 - 아천리검문소 - 광장동 (워커힐호텔) - 광나루역 - 화이자 - 광장삼거리 - 강변역 (동서울터미널) (개편 후 광역버스 9204번으로 변경되었으나 2005년 10월 1일 남양주시 소재 대원운수로 이관하였다.)
- 1670번 (직행좌석버스): 남양주시 도곡리 - 덕소A단지 - 와부읍사무소 - 덕소역 - 수석동 - 강변북로/올림픽대로 직통 - 잠실역 (롯데월드) (동서울터미널) (개편 후 광역버스 9203번으로 변경되었으나 2005년 10월 1일 남양주시 소재 대원운수로 이관하였다.)

## 현재 보유 차량

#### 자일대우버스
- 자일대우 NEW BS106
- 자일대우 NEW BS110

#### 현대자동차
- 현대 저상 뉴 슈퍼 에어로시티
- 현대 일렉시티

#### 우진산전
- 우진산전 아폴로 1100

## 본점 및 지점 현황[3]
- 본점: 서울특별시 성동구 왕십리로 125 (성수동1가, KD타워)
- 신내동영업소: 서울특별시 중랑구 신내역로 25 (신내동, 중랑공영차고지)

## 같이 보기
- 대원여객
- 대원운수
- 대원고속
- 메트로버스
- 북부운수
- 서울승합
- KD운송그룹
- 240번 버스 사건

## 갤러리

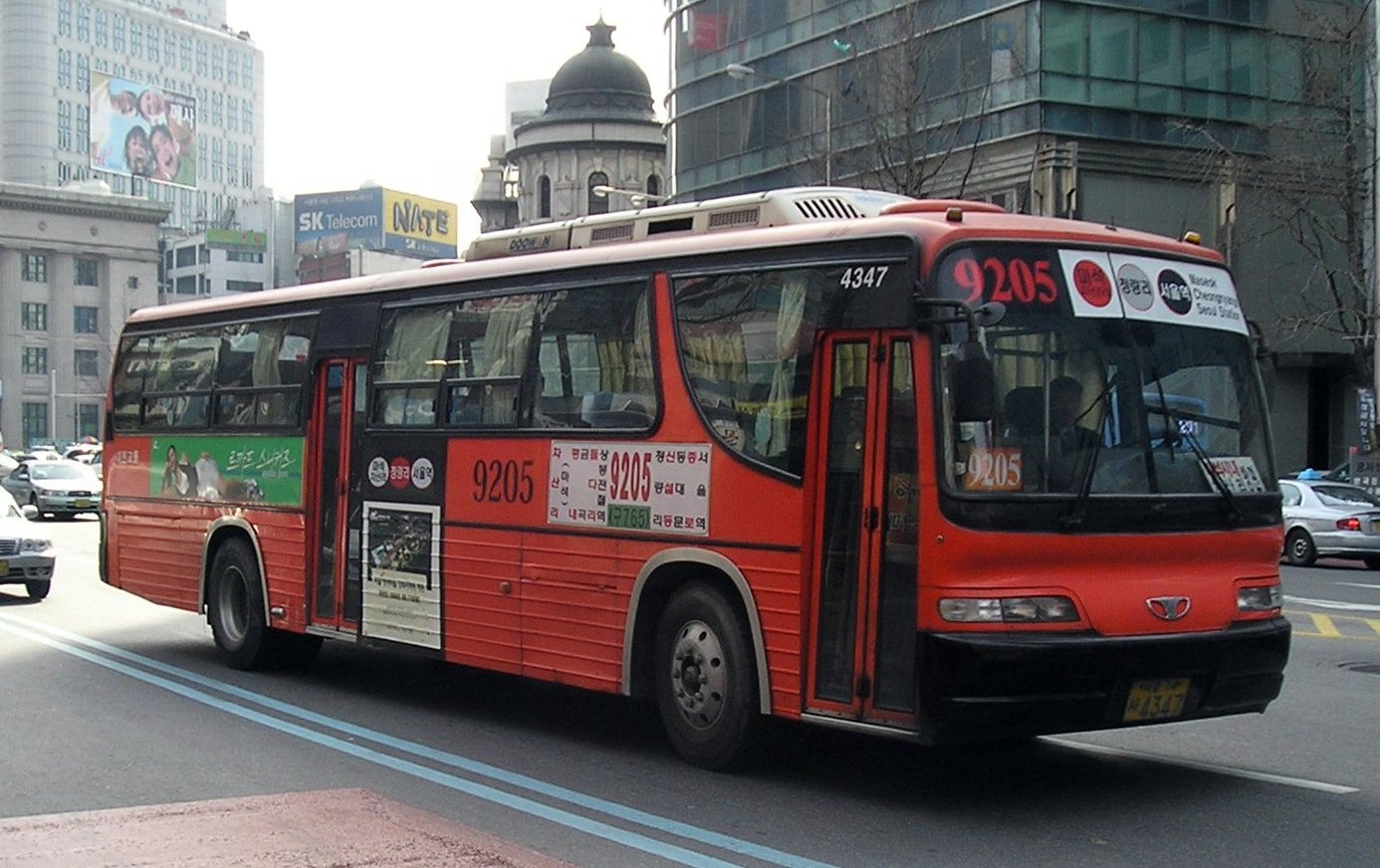
서울시내버스 구 9205번 (현 광주시내버스 30번)
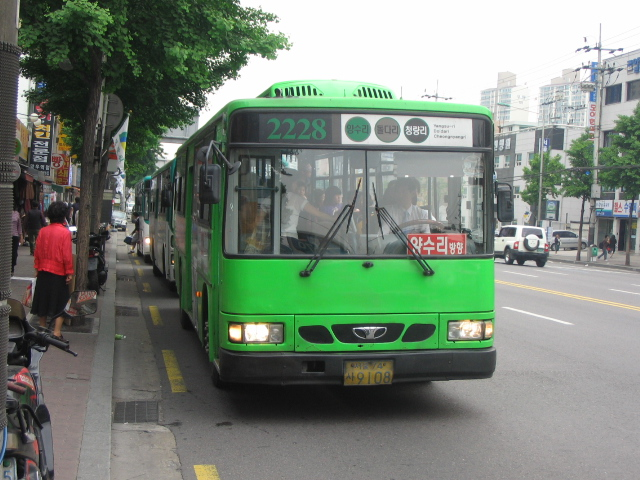
서울시내버스 구 2228번 (현 남양주시내버스 167번)
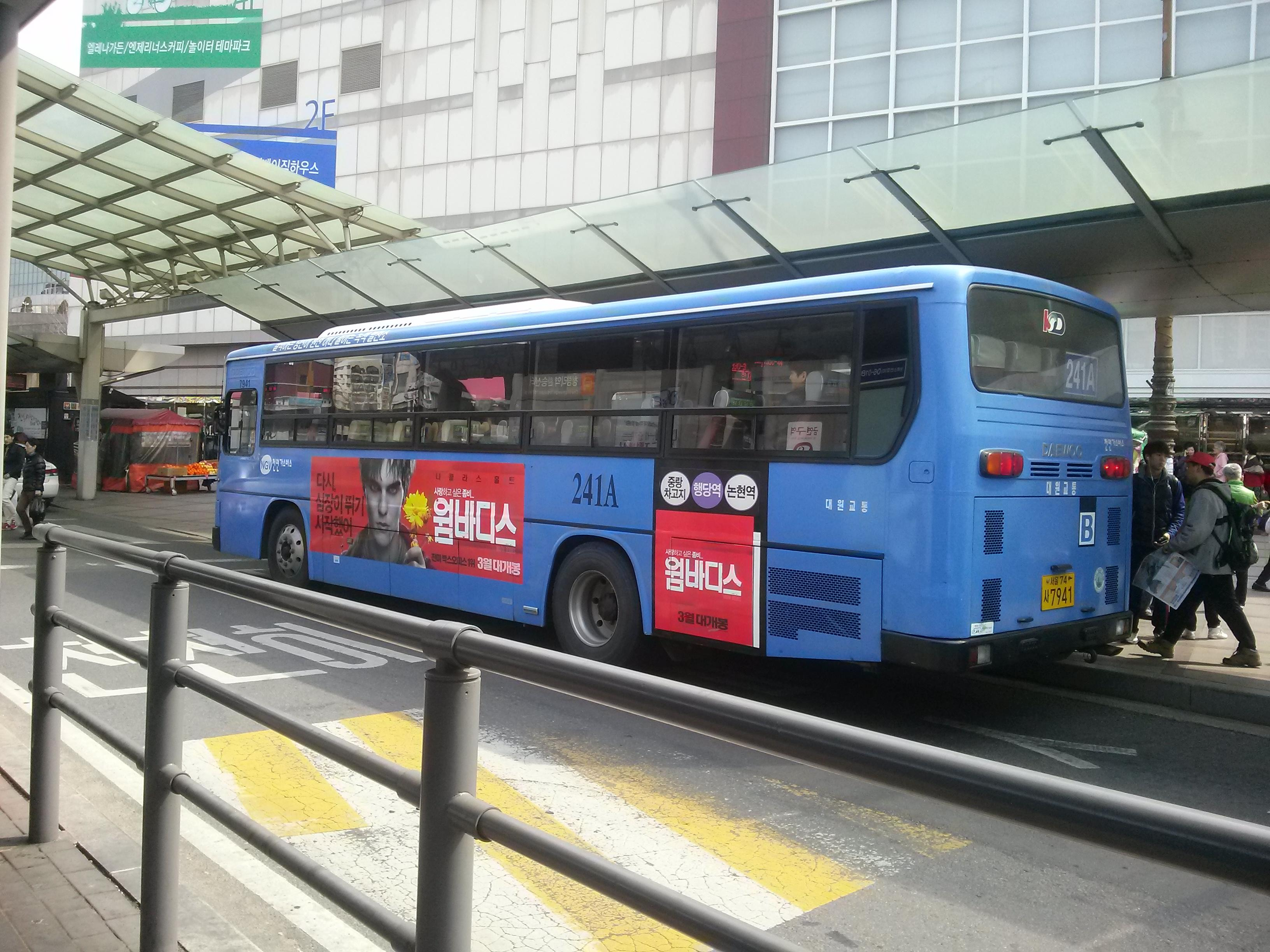
서울시내버스 241A번
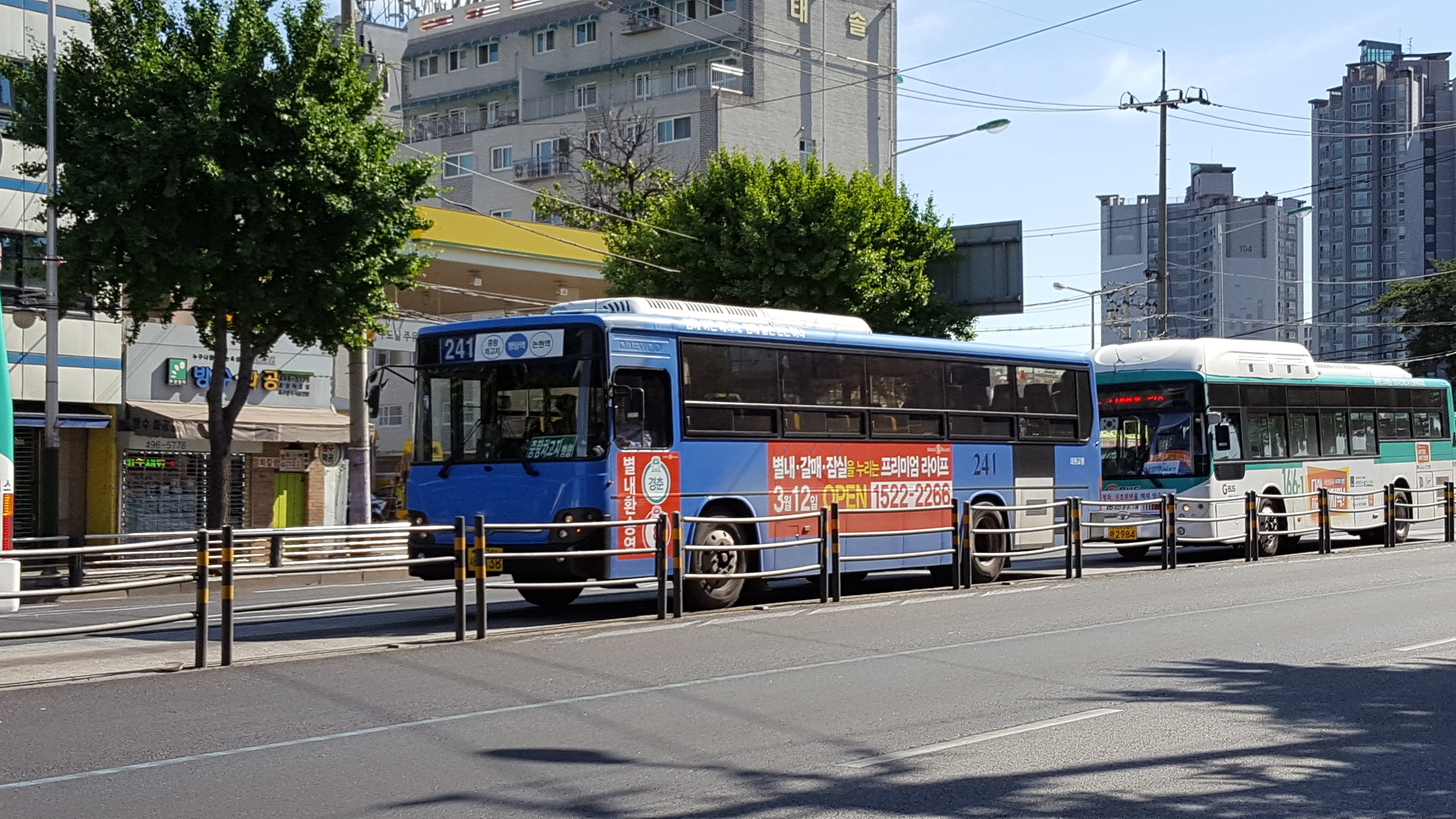
서울시내버스 241번과 남양주시내버스 166-1번
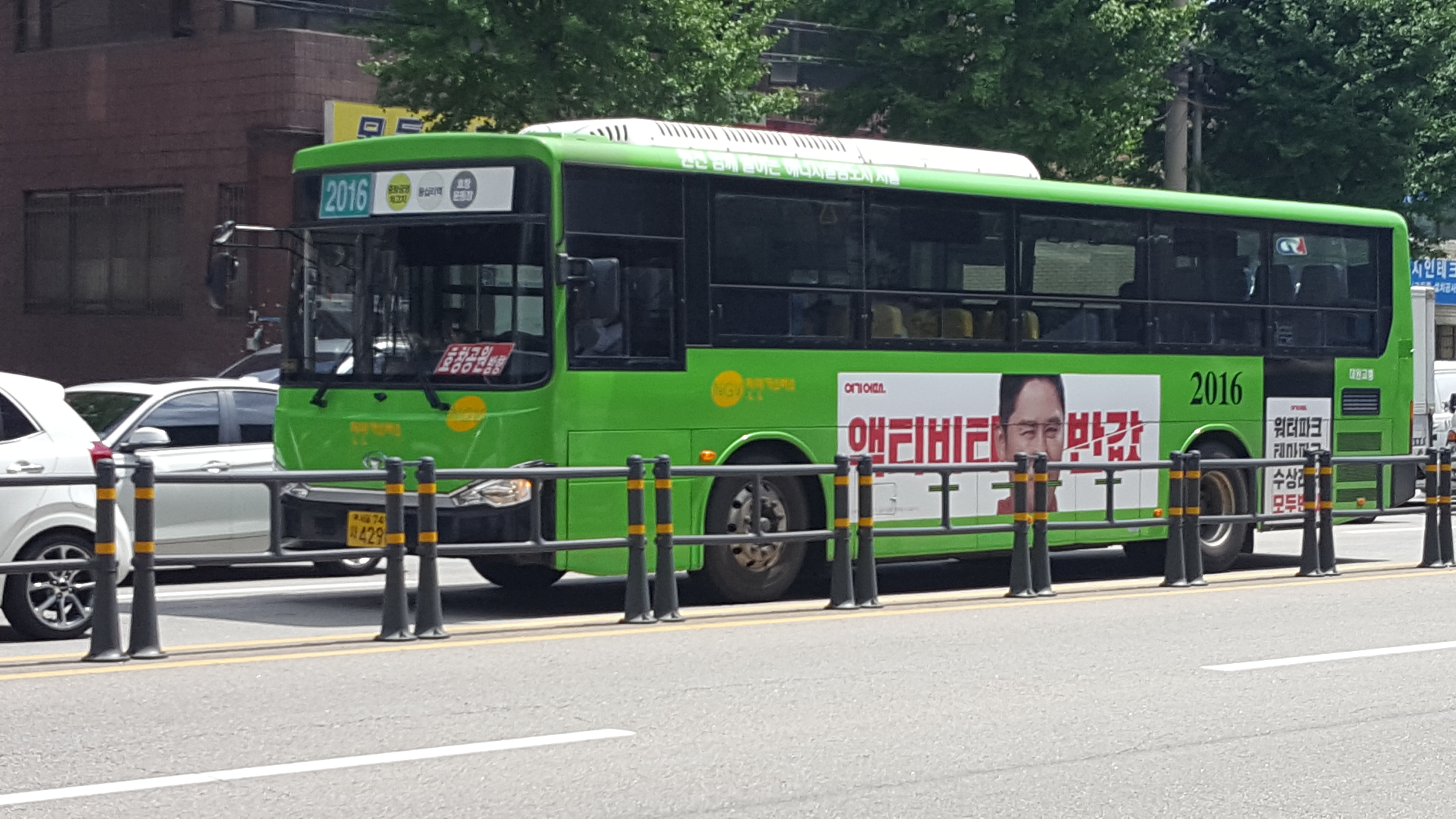
서울시내버스 2016번